# Sven Regener

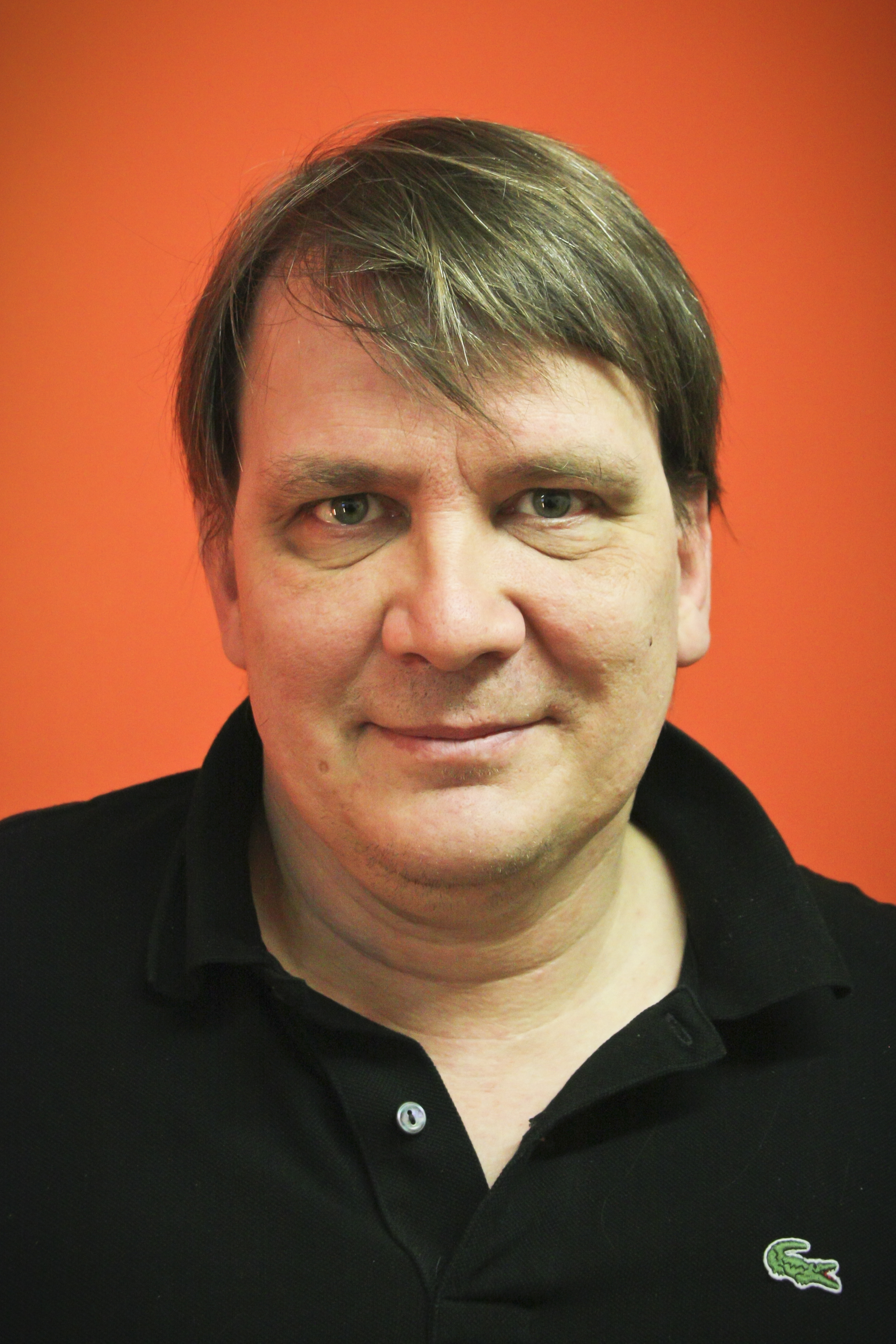
Sven Regener

Sven Regener, född 1 januari 1961 i Bremen, Tyskland, är en tysk författare. 
Sven Regener har haft stora framgångar med sin debutbok Herr Lehmann från 2001. Boken handlar om Frank Lehmanns, en bohemisk dagdrivares, liv  i stadsdelen Kreuzberg precis före Berlinmurens fall 1989. Herr Lehmann kom ut i svensk översättning 2015.
Regener har skrivit flera uppföljare till Herr Lehmann. Neue Vahr Süd behandlar Lehmanns liv i Bremen där han växer upp och gör sin militärtjänst. Der Kleine Bruder beskriver Lehmanns flytt till Berlin i sökandet efter sin försvunne bror. Huvudpersonen i Magical Mystery oder die Rückkehr des Karl Schmidt är en av Frank Lehmanns bästa vänner och utspelar sig fem år efter Herr Lehmann när Karl Schmidt avslutar sin rehabilitering efter en drogrelaterad psykos och direkt enrolleras som chaufför av ett par gamla vänner som äger ett skivbolag för technomusik. 